# کشوری که گنگ در آن جریان دارد
کشوری که گنگ در آن جریان دارد (به هندی: Jis Desh Mein Ganga Behti Hai) فیلمی محصول سال ۱۹۶۰ و به کارگردانی رادو کارماکار است. در این فیلم بازیگرانی همچون راج کاپور، پادمینی، پران، لالیتا پاوار، نانا پالشیکار ایفای نقش کرده‌اند.